# Goniothalamus gabriacianus
Goniothalamus gabriacianus este o specie de plante din genul Goniothalamus, familia Annonaceae. A fost descrisă pentru prima dată de Henri Ernest Baillon, și a primit numele actual de la Suzanne Ast. Conține o singură subspecie: G. g. coriaceifolius.